# 寶琳·馬華
寶琳·馬華（法語：Pauline Marois，法語發音：[pɔlin maʁwa]，1949年3月29日—），又譯馬魯瓦、馬露娃或馬娃，加拿大政治人物，第30任魁北克省長、前任魁北克人黨黨魁及前任魁北克省議會沙勒瓦选区議員。她是魁北克首位女性省長，並曾在其他魁人黨執政時期先後出任15項内閣職務。

## 早年生活
馬華於1949年在魁北克城的方濟各醫院誕生，為家中的長女，有四名弟妹，父親為一名重型機械技工。馬華早期在居所附近的小型教區學校就讀，12歲時則考入當地一間著名的私立天主教女校。出自勞動階層的馬華深深體會到自己的地位遠不及其他來自資產階級的同學，這亦對她日後的事業和政見留下深遠影響。
1968年，馬華考進魁北克城的拉瓦爾大學，主修社會工作。她當時主要關注貧困人士的生活狀況和國際事務，對法語在魁北克的地位和魁獨等議題的關注度則相對較低。她在自傳中億述在大學時期曾參與研究魁北克城下城區的房屋狀況，又參加反對越戰的示威。她於1969年與中學時期的男朋友布蘭舍（Claude Blanchet）結婚。
1970年9月，她獲當地一間消費者權益組織錄取為實習生，為該機構在渥太華對岸的赫爾（現加蒂諾市一部分）設立分部。當時加拿大聯邦政府計劃在當地設立數座行政大樓，但受當地居民反對；馬華認為這是因為聯邦政府沒有顧及當地居民的居住環境和實際需求。當時亦正值魁北克的十月危機，令她進一步反思自己的身份。她在自傳中謂自己以法裔加拿大人的身份抵達烏塔韋地區，卻以魁北克人的身份離開當地。
她於1971年春季大學畢業，之後在數家社區組織服務以增添工作經驗，又一度於赫爾預科學院（Cégep de Hull）的社會工作科目講課。她又於1973年省選期間為魁北克人黨擔任義工，為該黨的競選工作人員運送膳食。她於同年7月遷至蒙特婁，在蒙特利尔高等商学院修讀工商管理碩士學位，當中兩個科目由經濟學者巴里素（Jacques Parizeau）任教，畢業後獲蒙特婁都會區社區服務中心（Centre des services sociaux du Montréal Métropolitain）聘用為該組織的兒童服務部主管。
巴里素成為魁北克財政廳長後，馬華於1978年秋季加入巴里素的團隊，負責通訊事務。然而，她認為自己的潛能並未獲巴里素盡用，因此在六個月後便離職。1979年11月，時任魁北克女性地位廳長帕耶特（Lise Payette）羅致馬華出任其幕僚長。

## 從政

### 晉身省議會
馬華於1981年首次參加魁北克省議會選舉，代表魁人黨在魁北克城地區的拉佩爾特里選區（La Peltrie）參選，以5337票之差擊敗魁北克自由黨的候選人，首度晉身省議會，再於當選11日後誕下次子菲利克斯（Félix）。省長勒維克（René Lévesque）邀請馬華加入内閣，接替沒有尋求連任的帕耶特出任女性地位廳長。她於1982年9月獲任命為庫務局副主席，再於1983年改任勞工及收入保障廳長和烏塔韋地區事務廳長。
勒維克於1985年6月辭任魁人黨黨魁後，馬華參與黨魁選舉，最終以19.7%的得票率屈居第二，遠遠落後以58.7%得票率當選黨魁的約翰遜（Pierre Marc Johnson）。她再於1985年省選中敗於自由黨候選人坎農（Lawrence Cannon），之後出任魁北克女性聯會（Fédération des femmes du Québec）的財務秘書，又於魁北克大學赫爾分校講課。

### 在野
省選後馬華留任魁人黨執行官，直到1987年春季任期完結為止。約翰遜於同年末離任黨魁後，馬華大致以私人理由決定不競逐黨魁職位。巴里素於1988年當選黨魁後，游說馬華重回魁人黨的執行機關並主掌該黨的政綱，又請她在約翰遜離任後懸空的安茹選區（Anjou）代表魁人黨競選。在同年6月20日舉行的安茹選區省議員補選中，馬華以44.8%的得票率屈居第二。她再於1989年省選中代表魁人黨出戰朗基爾的泰雍選區（Taillon），結果當選並重返省議會。她獲巴里素任命為在野魁人黨影子内閣中的工業和貿易評議員，到1991年則改任庫務局和公共管理評議員。

### 内閣要員
馬華在1994年省選中連任，而魁人黨亦於該屆省選中重拾執政權。馬華在往後九年魁人黨執政時期先後獲巴里素、布薩（Lucien Bouchard）和朗德里（Bernard Landry）三名省長重用，成為魁人黨内閣要員之一，並先後出任教育、財政和衛生廳長，成為魁北克首位任職該三項主要内閣職務的政治人物。
她先於1994年獲巴里素任命為庫務局主席、政府事務廳長和家庭事務廳長。1995年魁北克公民投票統派險勝於獨派後，馬華短暫出任財政廳長和稅務廳長；巴里素下台後由布薩接任省長，馬華則於1996年初獲布薩任命為教育廳長和蒙泰雷吉地區事務廳長。她出任教育廳長期間提出取消實行了約20年的魁北克高等院校學費凍結政策，觸發學生組織於1996年舉行大規模抗議活動。魁人黨政府最終決定保留學費凍結政策，但馬華則引入省外學生附加費，來自魁北克以外的加拿大學生需繳付此附加費。此外，馬華亦於1997年順利引領省議會通過109號法案，取消省内以宗教背景為基礎的公校教育系統，並由以授課語言（法語或英語）為本的系統取代。她又從1997年起同時出任兒童及家庭福利廳長，並於同年引入廉價日托服務，每名兒童的日托費用定為每天7加元，廣受家長歡迎。
魁人黨於1998年省選中保著執政地位，順利連任的馬華則改任衛生及社區服務廳長，並同時留任兒童及家庭福利廳長。布薩於2001年推出政壇後由朗德里接任省長，而馬華則獲朗德里任命為副省長和財政廳長。到了2003年，馬華曾先後出任15項内閣職務，成為魁人黨第二次執政時期的主要代表人物之一。

### 第二度競逐黨魁

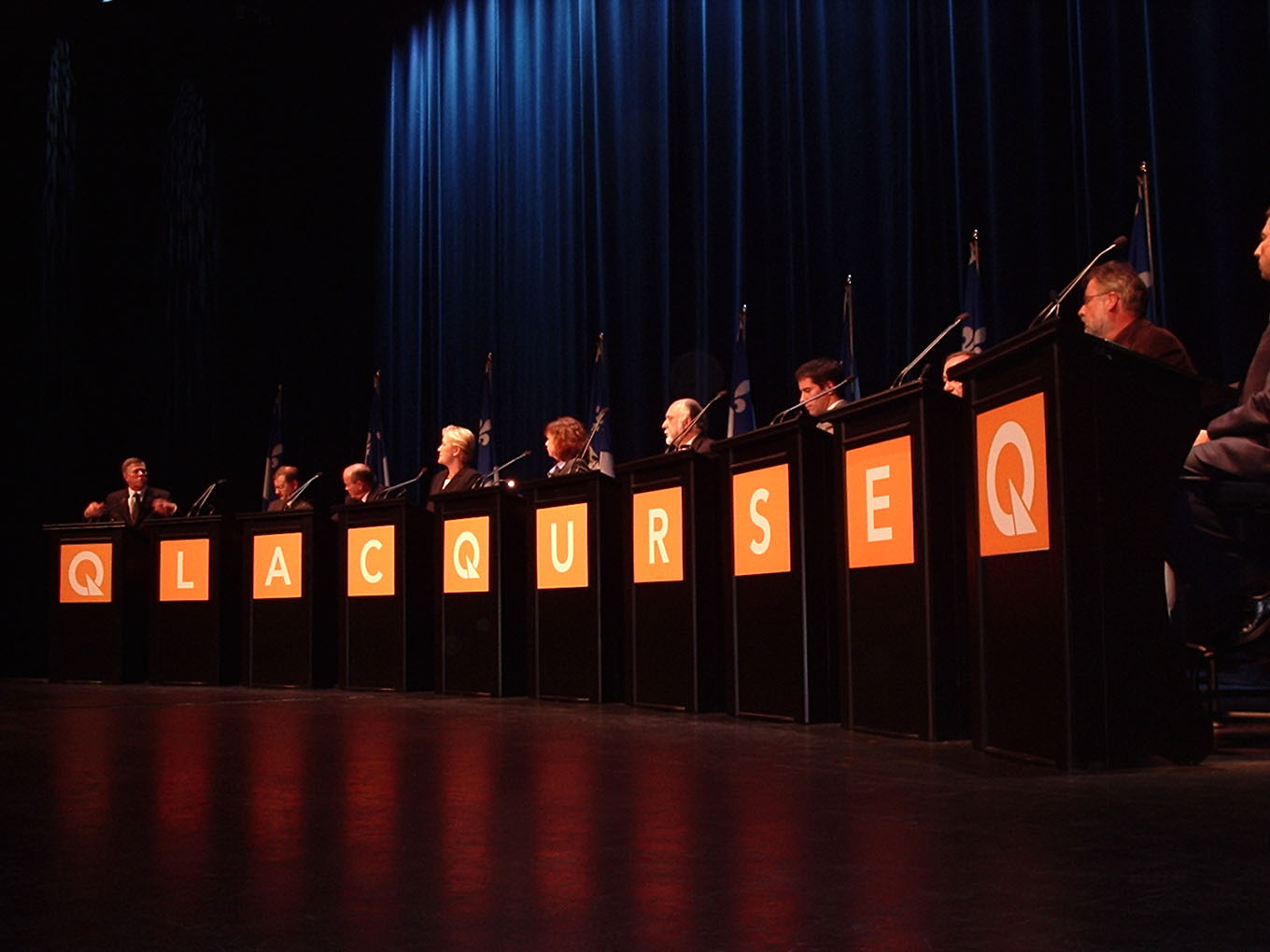
馬華出席2005年魁人黨黨魁選舉辯論會

馬華於2003年省選中順利連任，但魁人黨卻失去其執政地位。黨魁朗德里於2005年6月宣佈辭職後，馬華宣佈競逐黨魁職位。在同年11月舉行的黨魁選舉中，馬華以30.6%的得票率敗於布瓦克萊爾（André Boisclair）；她再於2006年3月辭去省議員職位。

## 黨魁及省長生涯
魁人黨在2007年魁北克大選中淪為第三大黨後，黨魁布瓦克萊爾於同年5月8日請辭，馬華即成為接任黨魁的熱門人選。她於同年5月11日正式宣佈參與角逐黨魁，在無對手競爭的情況下於同年6月27日自動當選。當時她在省議會中沒有議席，待同年9月24日在沙勒華選區補選中獲勝後才返回省議會。馬華當選後表示會無限期擱置舉行另一場魁獨公投的計劃。
2008年末舉行的省選中，在馬華帶領下的魁人黨得票率較上屆省選增加7個百分點，議席數目亦較上屆會期增加15席。魁人黨遂成為該屆會期的第二大黨，馬華亦成為魁省首位經歷選舉洗禮的女性官方反對黨黨魁。
她於2012年魁北克省議會選舉中帶領魁人黨以少數政府姿態上台執政，同年9月19日獲省督邀請組閣後成為第30任魁北克省長，以及該省首位女省長。
魁人黨在該屆會期爭取通過《魁北克價值憲章》（Charte des valeurs québécoises），當中包括禁止公務員（包括公校教師和公立醫院僱員）在上班時佩戴帶有宗教色彩的飾物，惹來極大爭議，而以少數姿態執政的魁人黨亦無法獨力通過憲章。魁人黨遂於2014年3月宣佈解散省議會並舉行省選，以求以多數政府姿態連任。競選初期魁人黨形勢理想，但隨著魁獨議題逐漸成為競選焦點，魁人黨支持度亦隨之下滑，在省選前五天跌至28%，落後自由黨的37%。魁人黨最終敗於自由黨，得票率更只得約25%，為魁人黨自1970年以來最低的得票率。馬華更失掉自己的議席，並於當晚宣佈辭去魁人黨黨魁職位。

### 引用書籍
- Duchesne, Pierre. . Montreal: Québec Amérique. 2002. 535 p. ISBN 2-7644-0153-1 （法语）.
- Godin, Pierre. . Montreal: Boréal. 2001. 631 p. ISBN 2-7646-0105-0 （法语）.
- Godin, Pierre. . Montreal: Boréal. 2005. 604 p. ISBN 2-7646-0424-6 （法语）.
- Marois, Pauline; Graveline, Pierre. . Montreal: Fides. 2008. 261 p. ISBN 9782762127676 （法语）.
- Mercier, Noémi. . L'actualité (Montreal). September 1, 2012: 29–44 （法语）.

## 外部連結
- 维基共享资源上的相關多媒體資源：寶琳·馬華
- 魁北克省議會網站 馬華議員簡介：法文版（页面存档备份，存于） / 英文版（页面存档备份，存于）